# Brigitte Nahon
Brigitte Nahon, née le 23 décembre 1960 à Nice en France, est une artiste contemporaine. 

## Biographie
Brigitte Nahon naît le 23 décembre 1960 à Nice,  étudie les arts plastiques à l'université d'Aix-en-Provence puis à Paris I Panthéon-Sorbonne. En 2019, pour les 35 ans de carrière de l'artiste, La Sorbonne invite NaHoN à faire une conférence sur l'ensemble de son œuvre. L'artiste participe à plusieurs tables rondes sur la recherche de la Poëtic en esthétiques avec le CNRS du département en Esthétiques sous la direction d'abord de René Passeron puis de Richard Conte.
Brigitte Nahon expose pour la première fois à la galerie Archétype en 1985 à Nice. 
L'artiste s'établit à Paris (de 1988 à 1994) propulsée dans le monde de l'art contemporain grâce à 3 galeries qui la représentent : Galerie Praz-Dellavade à Paris, Galerie de marseille à Marseille et Galerie Éric Dupont à Toulouse.
Après l'obtention du Prix de la Villa Medicis Hors-Les Murs en 1994, Brigitte NaHoN décide de vivre et de travailler à New York (de 1994 à 2009). Sa carrière prend un tournant international. Les galeries mondialement reconnues de l'Art Contemporain s'investissent à montrer le travail de Brigitte NaHoN, Galerie Jérôme de Noirmont à Paris, Cristinerose Gallery à New York, Galerie Iragui à Moscou, Stephan Stoyanov Gallery à New York, Bruno Art Group à Tel Aviv, Pink Gallery à Séoul, et Galerie Iragui à Moscou. 
Depuis, les œuvres de Brigitte NaHoN ont été et sont exposées dans de prestigieux musées et centres d'art contemporain : The Hudson Valley MOCA, Peeksville, NY ; The John F. Kennedy Center for the Performing Arts, Washington DC ; Musée du Petit-Palais, Paris ; CCBB Centro Cutural do Banco Brazil, Rio-de-Janeiro ; The Serpentine Gallery, London ; Musée Zadkine, Paris ; North Carolina Museum of Art, Raleigh, NC ; The International Museum of the Perfumery (MIP), Grasse, France ; City of Luxemburg and Metropolitan History Museum, Principauté of Luxemburg ; Palacio de Montezumo, Saragosse ; Espace de l’art concret. Château of Mouans- Sartoux ; The 5501 Columbia Art Center, Dallas, TX ; The Delaware Center for Contemporary Arts, Wilmington, DE ; Contemporary Art Museum of the City Sérignan ; Abbaye Saint-André Meymac Contemporary Art Center.
En 2009, l'artiste s'établit à Tel Aviv pour des raisons personnelles après avoir vécu 15 ans à New York et 7 ans à Paris.

## Œuvres
- Équilibre (sculpture de Brigitte Nahon)

|                   |
| Le Passage, 1999. |

|                      |
| Le Passage, de nuit. |

|                         |
| Ainvzi Rrigazzei, 1998. |

## Collections publiques (sélection)
- The Hudson Valley MOCA, Peekskill, NY.
- The Jewish Museum of New York City, NY.
- The Mallins Collection, Buckhorn, NY.
- Progressive Insurance, commissioned by Toby Lewis, Mayfield., OH.
- Musée d'art moderne et contemporain, Sérignan, France.
- Hôpital Georges Pompidou et Centre Européen de Recherches Médicales, Paris.
- Musée national du Moyen Âge - Thermes de Cluny, Paris.
- The Lauro Giardini in Umbria etc. The New Courtyard of The City of Avignon in front of The Remparts of Avignon.
- FRAC Îles-de-France, Fonds Régional d'Art Contemporain, Paris.
- E.D.F. Électricité de France Cap Ampère, Saint-Denis.
- Collection d'Art Contemporain de la Ville de Paris.
- FNAC, Fonds national d'art contemporain, Paris.